# Soplin (distrito)
Soplin é um dos dez distritos que formam a Província de Requena, situada no Departamento de Loreto e pertencente a Região Loreto, no Peru.

## Transporte
O distrito de Soplin não é servido pelo sistema de estradas terrestres do Peru.